# Karmelitinnenkloster Le Reposoir
Das Karmelitinnenkloster Le Reposoir ist ein Kloster der Karmelitinnen in der Kartause Le Reposoir, Département Haute-Savoie, im Bistum Annecy in Frankreich.

## Geschichte

### Die Kartause
Der selige Kartäuser Johannes von Spanien (1123–1160) gründete 1151 die Kartause Le Reposoir südwestlich Cluses in 1000 Meter Höhe am Hang der Aravis-Gebirgskette. Die Kartause wurde 1793 durch die Französische Revolution geschlossen, 1844 wieder besiedelt und 1901 nach der Vertreibung der Kartäuser durch die Dritte Republik erneut geschlossen.

### Das Karmelitinnenkloster
Alessandra di Rudini, zuvor Geliebte des Dichters Gabriele D’Annunzio, trat 1911 (als Marie de Jésus) in das Karmelitinnenkloster Paray-le-Monial ein, wurde 1917 zur Oberin gewählt und kaufte 1922 mit eigenen Mitteln die seit 1901 leerstehende  Kartause Le Reposoir, um dort (im Zusammenwirken mit Bischof 
Florent-Michel-Marie-Joseph du Bois de la Villerabel von Annecy) einen Gebirgs-Karmel einzurichten. Erst nach ihrem Tod konnte das Kloster 1932 bezogen werden. Derzeit leben im Kloster 12 Schwestern.